# Dialytodius decipiens
Dialytodius decipiens är en skalbaggsart som beskrevs av Horn 1887. Dialytodius decipiens ingår i släktet Dialytodius och familjen Aphodiidae. Inga underarter finns listade i Catalogue of Life.